# Тяжёлый понтонно-мостовой парк
ТМП — тяжёлый мостовой парк.

## Техническое описание
Тяжёлый мостовой парк ТМП — табельное переправочное средство, используемое для устройства мостовых и паромных переправ грузоподъёмностью до 70 т.
Парк организационно делится на две части, каждая из которых обеспечивает самостоятельное устройство мостовых и паромных переправ. Каждую часть парка (полупарк) содержит парковая рота, а обслуживает три роты.

Из материальной части парка могут собираться мосты грузоподъёмностью 16, 50 и 70 т и перевозные паромы грузоподъёмностью 16, 35, 50 и 70 т. Все мосты устраиваются однопутными.

### Табель материальной части
Группа понтона:

— полупонтон носовой — 36;

— полупонтон средний — 36.

Группа пролетного строения:

— прогон с двумя зажимными болтами и гайками — 336;

— болт зажимной с гайкой — 616;

— болт стрингерный с гайкой — 672;

— щит связной — 52;

— щит настилочный — 580;

— доска настилочная — 20;

— пажилина длинная — 88;

— стойка перильная — 176.

Группа рамной опоры:

— опора рамная — 4.

Группа барабанной опоры:

— опора барабанная — 4.

Группа береговых частей:

— лежень береговой — 8;

— анкер — 32;

— пажилина короткая — 8.

Группа вспомогательных средств:

— дальномер саперный — 4;

— костюм плавательный — 16;

— кошка пятилапная — 4;

— лодка НДЛ-10 — 4;

— лодка НЛ-5 — 4;

— нагрудник или жилет спасательный — 72;

— наплечники — 360 пар.

Группа моторных средств:

— катер буксирно-моторный БМК-90 — 6;

— катер разведывательный СМК-75 — 2;

— судовой забортный мотор СЗМ-45 — 12;

— кран автомобильный (3-т) — 2.

### Транспортировка парка
Вся материальная часть парка перевозится на 100 автомобилях ЗИС-5 (ЗИС-150) или автомобилях ЗИС-151. При этом 80 автомобилей специально оборудуются силами самих войсковых частей, а остальные используются без дополнительного оборудования.

Типы автомобилей:

— понтонные — 72;

— с рамными опорами — 4;

— с барабанными опорами — 4;

— настилочные — 12;

— катерные — 8;

— цистерны — 2.

### Характеристика перевозных паромов
Одинарный паром 16-тонного моста:

— грузоподъемность — 16 т;

— количество паромов собираемых из всего парка — 18;

— состав расчета на сборку — 18;

— норма времени на сборку — 30 мин.

Одинарный паром 50-тонного моста:

— грузоподъемность — 16 т;

— количество паромов собираемых из всего парка — 18;

— состав расчета на сборку — 18;

— норма времени на сборку — 20 мин.

Полуторный паром 50-тонного моста:

— грузоподъемность — 35 т;

— количество паромов собираемых из всего парка — 12;

— состав расчета на сборку — 27;

— норма времени на сборку — 20 мин.

50-тонный перевозной паром:

— грузоподъемность — 50 т;

— количество паромов собираемых из всего парка — 9;

— состав расчета на сборку — 36;

— норма времени на сборку — 20 мин.

Перевозной паром большой площади:

— грузоподъемность — 50 т;

— количество паромов собираемых из всего парка — 8;

— состав расчета на сборку — 40;

— норма времени на сборку — 30 мин.

70-тонный перевозной паром:

— грузоподъемность — 70 т;

— количество паромов собираемых из всего парка — 6;

— состав расчета на сборку — 54;

— норма времени на сборку — 30 мин.

### Характеристика мостов
16-тонный (однопутный):

— ширина проезжей части — 3,2 м;

— предельная грузоподъемность моста — 16 т;

— предельное давление на ось для колесных грузов — 7 т;

— общая длина наводимого моста — 284 м;

— общая длина наплавной части моста — 261 м;

— расчет понтонеров для наводки моста — 468;

— ориентировочное время на наводку моста — 3-5 ч.

50-тонный (однопутный):

— ширина проезжей части — 4 м;

— предельная грузоподъемность моста — 50 т;

— предельное давление на ось для колесных грузов — 15 т;

— общая длина наводимого моста — 204 м;

— общая длина наплавной части моста — 181 м;

— расчет понтонеров для наводки моста — 468;

— ориентировочное время на наводку моста — 2-4 ч.

70-тонный (однопутный):

— ширина проезжей части — 4 м;

— предельная грузоподъемность моста — 70 т;

— предельное давление на ось для колесных грузов — 15 т;

— общая длина наводимого моста — 159 м;

— общая длина наплавной части моста — 136 м;

— расчет понтонеров для наводки моста — 468;

— ориентировочное время на наводку моста — 2-4 ч.

### Пристани собираемые из материальной части парка
— пристани на рамных опорах — 4;

— пристани на барабанных опорах — 4;

— время сборки одной пристани — 25 мин.
Допустимая скорость течения — 3 м/с.

### Эксплуатация (боевое применение)
Парк состоял на вооружении в период Великой Отечественной войны и послевоенный период.